# Cees Kalis
Cornelis Jan (Cees) Kalis (Voorburg, 5 mei 1949 –  Rhoon, 16 april 2006) was drummer van de Nederlandse popgroep Earth & Fire.
Kalis groeide op in Voorburg. The Running Tides was het eerste bandje waar Kalis bij ging drummen. Daarin speelde hij onder andere samen met gitarist Hans Vandenburg van Gruppo Sportivo. Later werd hij drummer in The Soul. In 1967 stapte hij samen met de basgitarist van deze band, Hans Ziech, over naar Opus Gainfull van de tweelingbroers Chris en Gerard Koerts. Na het aantrekken van zangeres Manuela Berloth ging deze band in 1968 Earth and Fire heten. Kalis stopte bij Earth and Fire na de single 'Ruby is the one' (1970), toen de andere bandleden besloten professioneel door te gaan. Hij wilde zijn studies (Nederlands en economie) afmaken. Hij vroeg een vriend, Ton van der Kleij, om zijn plaats in Earth & Fire in te nemen. Na zijn tijd met Earth & Fire ging hij het onderwijzersvak in en werd docent aan de Professor Casimirschool in Voorburg. Daarnaast speelde hij in enkele bandjes, zoals The Incrowd en vanaf 1975 tot 1983 in de coverband The Groovy's. Hij trouwde, kreeg twee kinderen en verliet het muziekvak. Daarna werd Kalis docent aan de Middelbare Agrarische School te Dordrecht. Zo nu en dan trad hij nog op met collega's van zijn werk.
In april 2006 overleed Cees Kalis plotseling aan een hartaanval op 56-jarige leeftijd.